# 彼得·乌里希
彼得·乌里希（德語：Peter Uhrig，1965年5月23日—），德国男子赛艇运动员。他曾代表西德、德国参加世界赛艇锦标赛，获得一枚金牌、二枚银牌和一枚铜牌。他也曾参加1992年和1996年夏季奥运会。